# Gabriel Poulain
Gabriel Poulain   (Saint Helier, 14 de febrer de 1884 - Niça, 9 de gener de 1953) va ser un ciclista francès que fou professional entre 1903 i 1926. Es dedicà principalment al ciclisme en pista i la modalitat de velocitat, en què guanyà un Campionat del Món i nombroses competicions.
El 4 de juliol de 1912 a Viry-Châtillon, va guanyar un premi de 1000 francs per un "vol" en Aviette (bicicleta de vol) de més d'1 metre. El 9 de juliol de 1921, al Bois de Boulogne, va guanyar un premi 10.000 francs per a un "vol" de més de 10 metres.

## Palmarès
- 1902
  - 1r al Gran Premi d'Angers
- 1904
  - 1r al Gran Premi de Bordeus
  - 1r al Gran Premi de Roanne
- 1905
  -  Campió del món de velocitat
  -  Campió de França de velocitat
  - 1r al Gran Premi de Roubaix
  - 1r al Gran Premi de Buffalo
  - 1r al Gran Premi de Reims
- 1906
  - 1r al Gran Premi de l'UVF
  - 1r al Gran Premi d'Anvers
- 1909
  - 1r al Gran Premi de Bordeus
- 1913
  - 1r al Gran Premi de La Louvière
- 1922
  -  Campió de França de velocitat
- 1924
  -  Campió de França de velocitat